# Oligotoma albertisi
Oligotoma albertisi is een insectensoort uit de familie Oligotomidae, die tot de orde webspinners (Embioptera) behoort. De soort komt voor in Nieuw-Guinea.
Oligotoma albertisi is voor het eerst wetenschappelijk beschreven door Navás in 1930.